# José Enrique Gutiérrez
José Enrique Gutiérrez Cataluña (Valencia, 18 juni 1974) is een Spaans voormalig wielrenner. Zijn broers José Ignacio en David waren ook wielrenner.
In 2006 werd Gutiérrez verrassend tweede in de Ronde van Italië, achter winnaar Ivan Basso. Hij reed dat seizoen bij de Zwitserse wielerploeg Phonak. Op 2 juni 2006 werd hij echter op non-actief gesteld door zijn ploegleiding, nadat bleek dat Gutiérrez betrokken was bij Operación Puerto, de dopingzaak rond dokter Eufemiano Fuentes.

## Belangrijkste overwinningen
1997
- Spaans kampioen tijdrijden, Elite

2002
- 7e etappe Dauphiné Libéré

2004
- 2e etappe Dauphiné Libéré
- Combinatieklassement Dauphiné Libéré
- 20e etappe Ronde van Spanje

2011
- 2e etappe, deel A Ronde van Colombia (PTT)

## Resultaten in voornaamste wedstrijden
| Jaar | Ronde van Italië | Ronde van Frankrijk | Ronde van Spanje |
| ---- | ---------------- | ------------------- | ---------------- |
| 1998 | opgave           |                     |                  |
| 2000 | opgave           |                     | 36e              |
| 2001 |                  | 25e                 | opgave           |
| 2002 |                  | 29e                 | 37e              |
| 2003 |                  | 41e                 | 34e              |
| 2004 |                  | 28e                 | 31e (1)          |
| 2005 |                  | 49e                 | opgave           |
| 2006 | ↑                |                     |                  |

| Jaar | Milaan-San Remo | Gent-Wevelgem | Amstel Gold Race | Ronde van Lombardije | Parijs-Tours |  | WK op de weg |
| ---- | --------------- | ------------- | ---------------- | -------------------- | ------------ |  | ------------ |
| 1998 |                 |               |                  |                      |              |  |              |
| 2000 | 161e            |               |                  | 28e                  | 38e          |  |              |
| 2001 |                 |               |                  |                      |              |  |              |
| 2002 | 116e            |               | 94e              |                      | 6e           |  | 158e         |
| 2003 |                 | 40e           |                  |                      |              |  |              |
| 2004 |                 |               |                  |                      |              |  |              |
| 2005 |                 |               |                  |                      |              |  |              |
| 2006 |                 |               |                  |                      |              |  |              |